# Стара Ружанка
Стара Ружанка (пол. Stara Różanka, нім. Alt Rosenthal) — село в Польщі, у гміні Кентшин Кентшинського повіту Вармінсько-Мазурського воєводства.
Населення — 166 осіб (2011).
У 1975-1998 роках село належало до Ольштинського воєводства.

## Демографія
Демографічна структура станом на 31 березня 2011 року:
|          | Загалом | Допрацездатний вік | Працездатний вік | Постпрацездатний вік |
| -------- | ------- | ------------------ | ---------------- | -------------------- |
| Чоловіки | 82      | 22                 | 56               | 4                    |
| Жінки    | 84      | 12                 | 54               | 18                   |
| Разом    | 166     | 34                 | 110              | 22                   |